# Antonio Marziale Carracci
Antonio Marziale Carracci (ur. w 1583 w Wenecji, zm. 8 kwietnia 1618 w Rzymie) – włoski malarz okresu wczesnego baroku, syn Agostina Carracciego.

## Życiorys
Pochodził ze znanej rodziny włoskich malarzy. Był nieślubnym synem Agostina Carracciego i weneckiej kurtyzany Isabelli. Już we wczesnym dzieciństwie przejawiał duży talent plastyczny. Jego nauczycielem początkowo był ojciec i jego kuzyn Ludovico Carracci. Studiował w Accademia degli Incamminati w Bolonii. Po śmierci ojca (1602) przeprowadził się do Rzymu i pracował pod kierunkiem stryja Annibala Carracciego.
W 1603–1604 prawdopodobnie asystował stryjowi podczas wykonywania fresków w Palazzo Farnese oraz przy malowidłach ściennych w Palazzo Aldobrandini, Herrera Chapel i w Palazzo Mattei di Giove (1606). Po śmierci stryja (1609) wyjechał do Bolonii, ale wkrótce wrócił do Rzymu i pozostał w nim aż do końca swojej krótkiej kariery.
W latach 1609–1610, pod nadzorem artystycznym Guida Reni, był współwykonawcą fresków w kaplicy Zwiastowania (La cappella dell’Annunziata) w Pałacu Kwirynalskim. A krótko potem ozdobił freskiem (Bóg Ojciec ze Świętymi) plafon w zakrystii bazyliki św. Sebastiana za Murami (ok. 1611).
W tym czasie Carracci zyskał potężnego protektora w osobie kardynała Michelangela Tontiego, Prodatariusza Jego Świątobliwości papieża Pawła V. W latach 1611–1615 wykonał na zamówienie kardynała palę (Św. Antoni adorujący klęcząc) oraz freski w trzech małych kaplicach bazyliki św. Bartłomieja na Wyspie Tyberyjskiej, poświęcone Męce Chrystusa, Matce Boskiej i św. Karolowi Boromeuszowi.
Otrzymywał też publiczne zamówienia na dekorację malowidłami ściennymi takich rzymskich świątyń, jak bazylika Najświętszej Maryi Panny na Zatybrzu, Chiesa di Santa Maria in Monticelli i Chiesa di San Girolamo degli Schiavoni. W 1616 Carracci ponownie otrzymał zamówienie na freski w Kwirynale. Namalował wtedy dla papieża Pawła V sceny ze starego testamentu w Stanza del Diluvio.
Antonio Carracci uprawiał nie tylko malarstwo ścienne, ale także olejne sztalugowe. W 1613 lub 1614 został wyróżniony członkostwem w Akademii Świętego Łukasza. Jednak przed 1616 nie był notowany jako samowystarczalny i niezależny artysta. W twórczości Antonio Carraccigo można zauważyć tendencję do caravaggionizmu, a także odniesienia do klasycyzmu Domenichina. Jest też wyraźny zwrot ku formalnemu językowi późnego włoskiego manieryzmu.

## Wybrane obrazy olejne
- Chrystus uzdrawiający chorego – Galleria Estense, Modena
- Madonna z Dzieciątkiem i św. Franciszkiem – 1605, 21 × 17,5 cm, Muzea Kapitolińskie, Rzym
- Męczeństwo św. Szczepana – ok. 1610, 64 × 50 cm, National Gallery w Londynie
- Aleksander i Poros[b] – ok. 1616, prywatna kolekcja
- Pejzaż z kąpiącymi się – ok. 1616, 40,5 × 61 cm, Museum of Fine Arts w Bostonie
- Potop[c] – 1616–1618, 166 × 247 cm, Luwr, Paryż
- Chrystus uzdrawiający chorego – Galleria Estense, Modena
- Leta i jej dzieci Apollo i Diana – 79 × 123,5 cm, Whitfield Fine Art, Londyn
- Porwanie Europy – Pinacoteca Nazionale, Bolonia
- Śmierć św. Cecylii – Musée Fabre, Montpellier

## Galeria

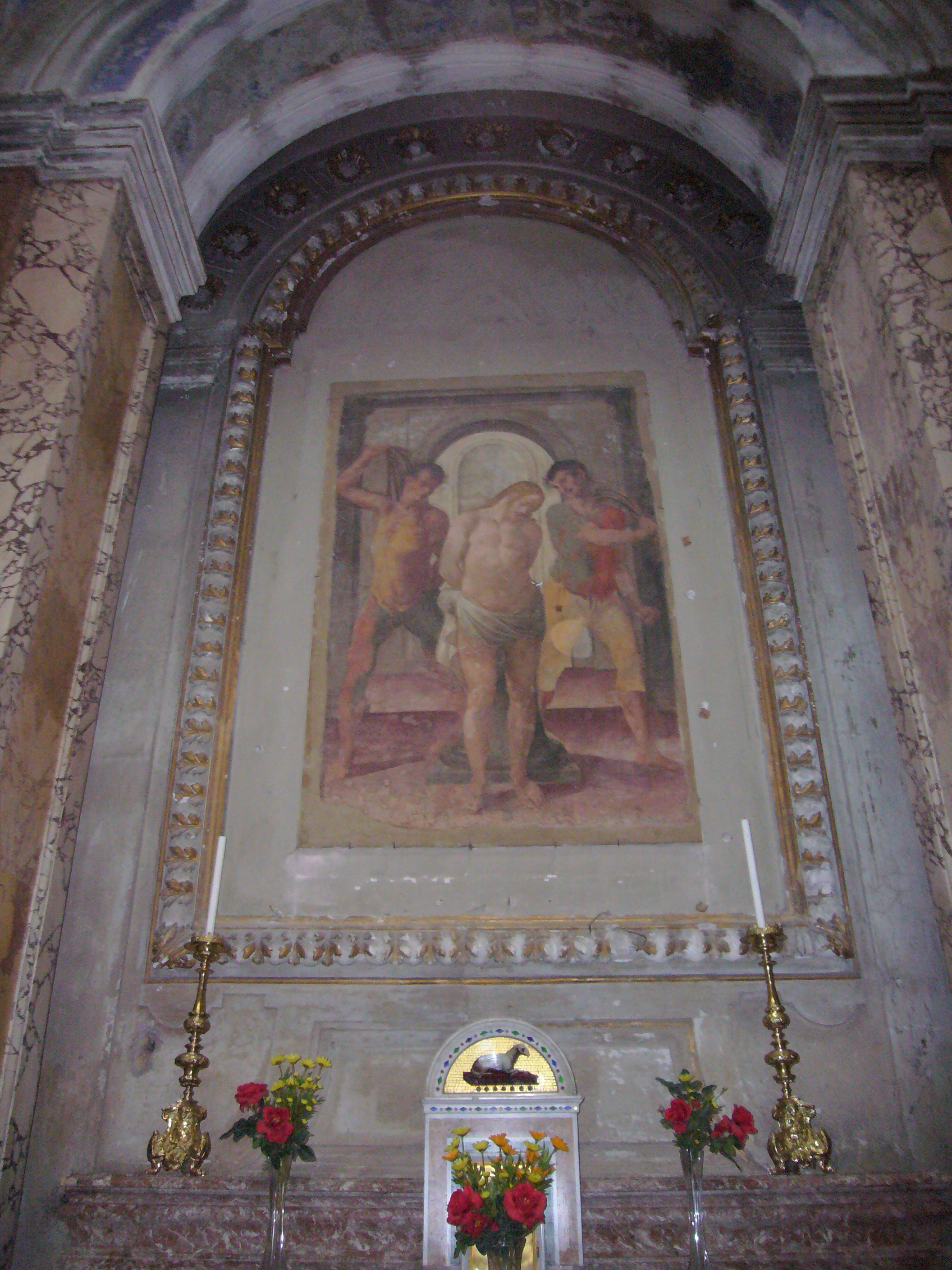
Biczowanie Chrystusa (fresk) XVII w., kościół Santa Maria in Monticelli w Rzymie
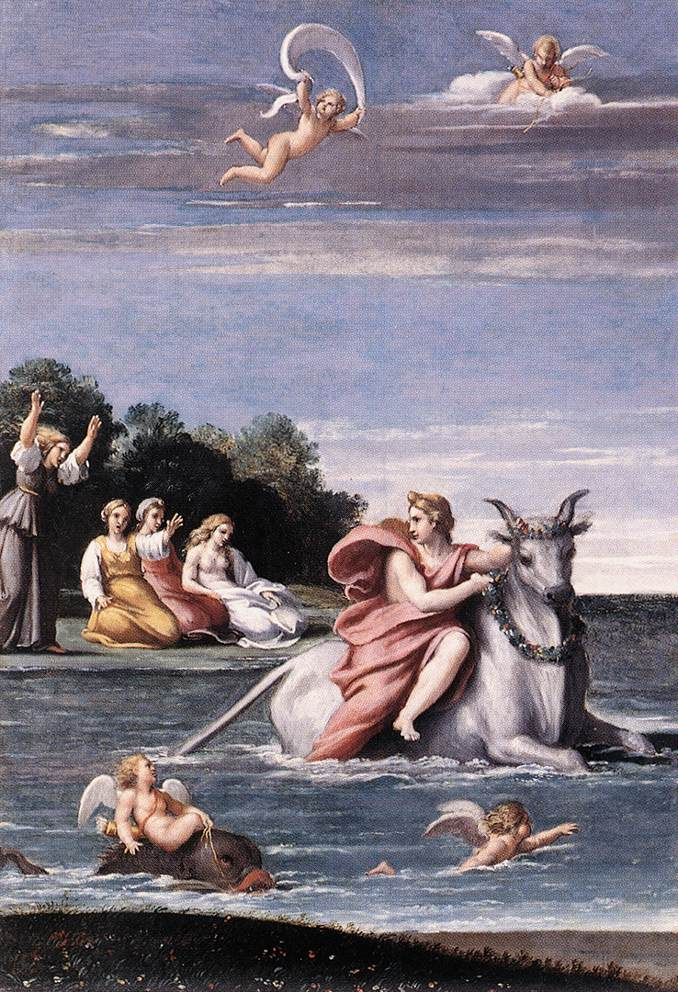
Porwanie Europy, XVII w., Pinacoteca Nazionale di Bologna
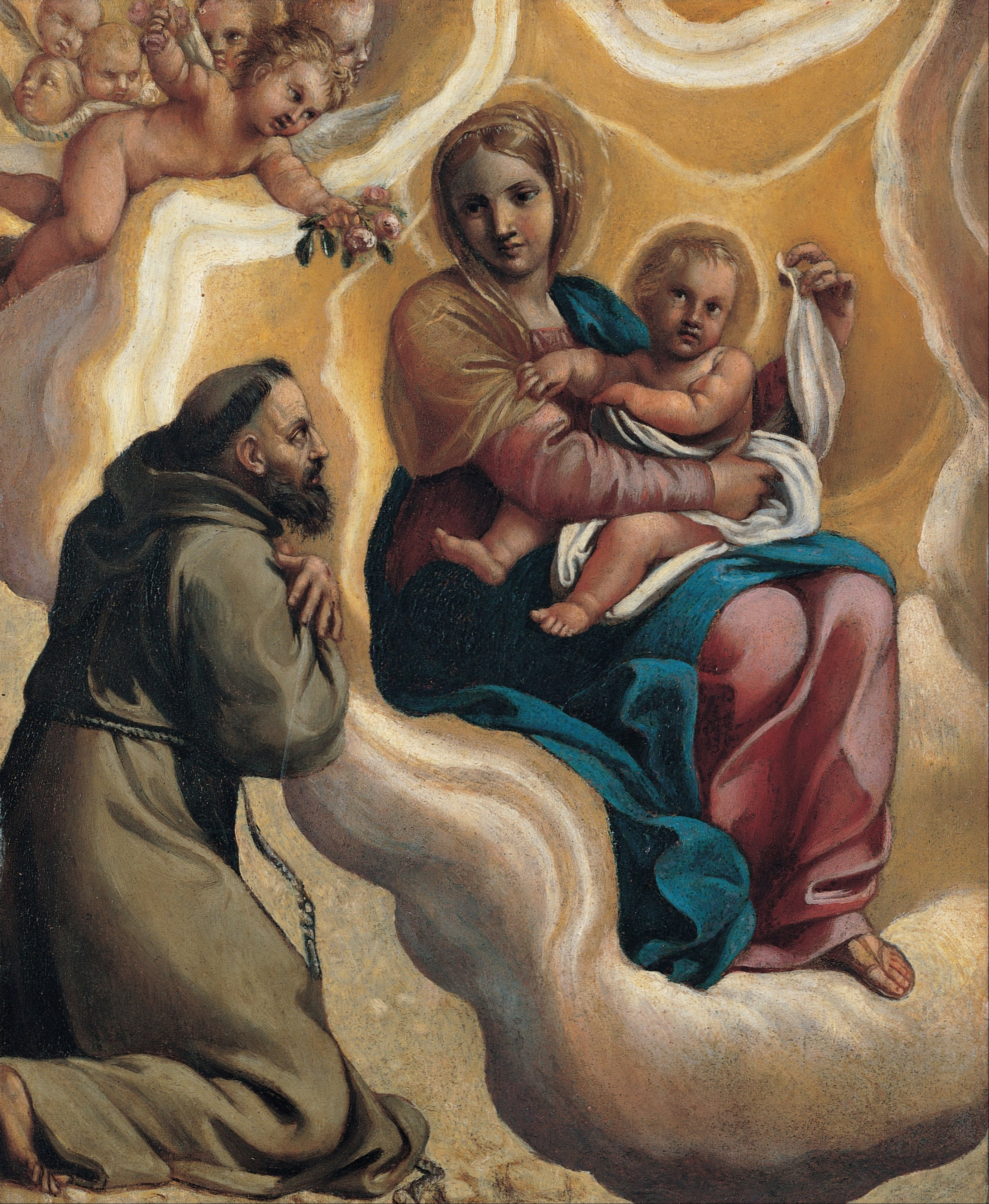
Madonna z Dzieciątkiem i św. Franciszkiem, 1605, Muzea Kapitolińskie
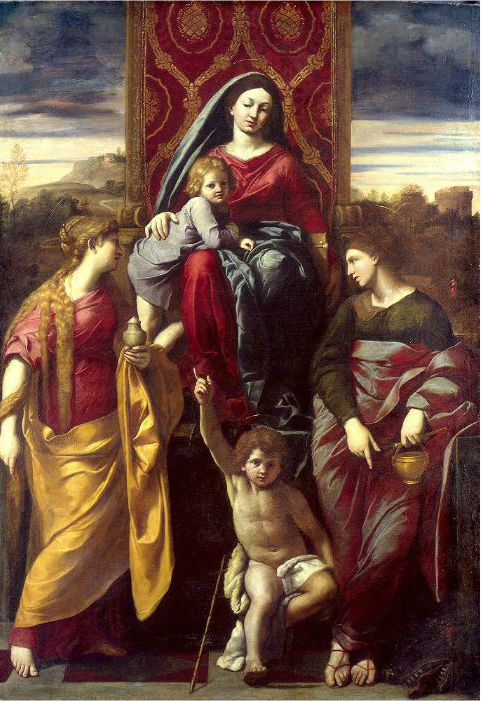
Madonna z Dzieciątkiem oraz św. Janem Chrzcicielem, Marią Magdaleną i Martą, ok. 1613–1615, Gemäldegalerie
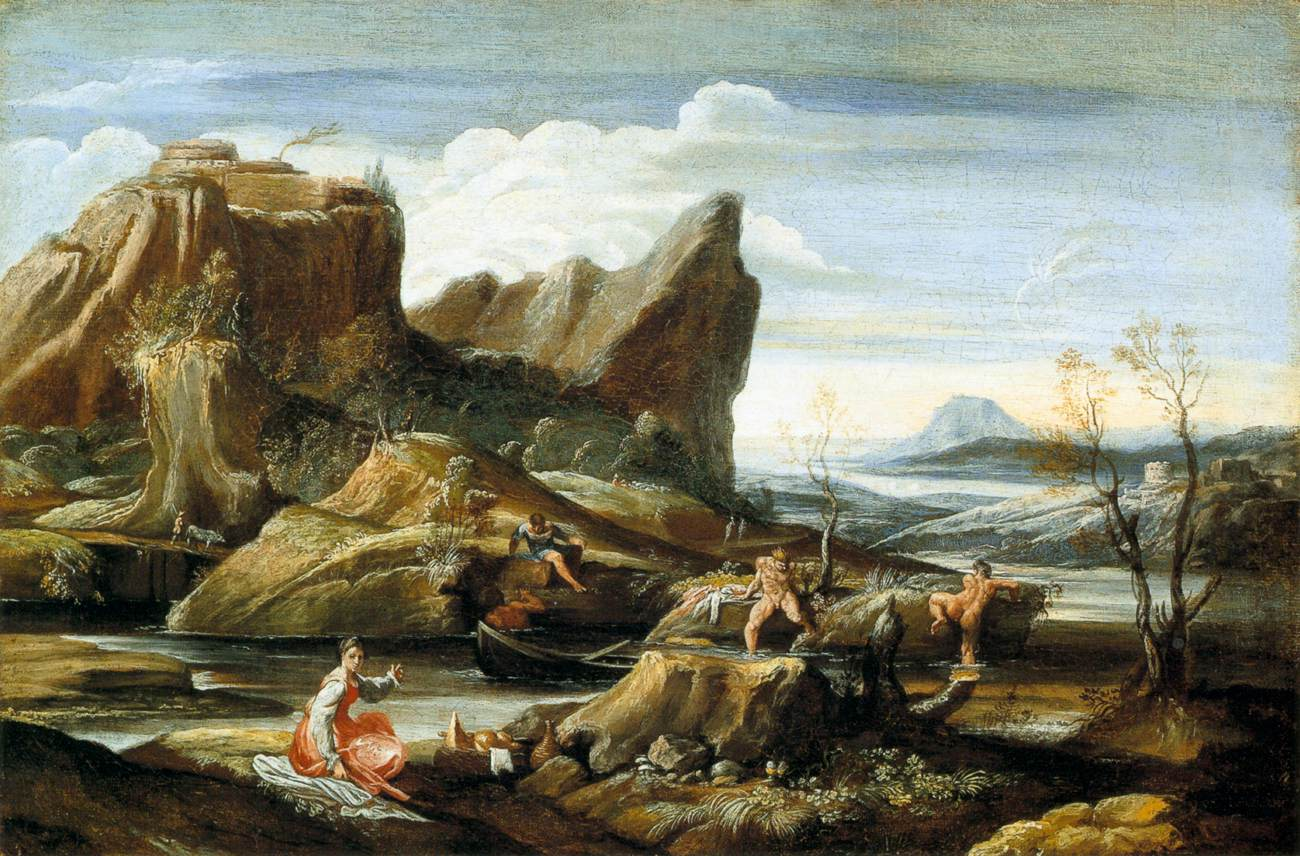
Pejzaż z kąpiącymi się, ok. 1616, Museum of Fine Arts w Bostonie
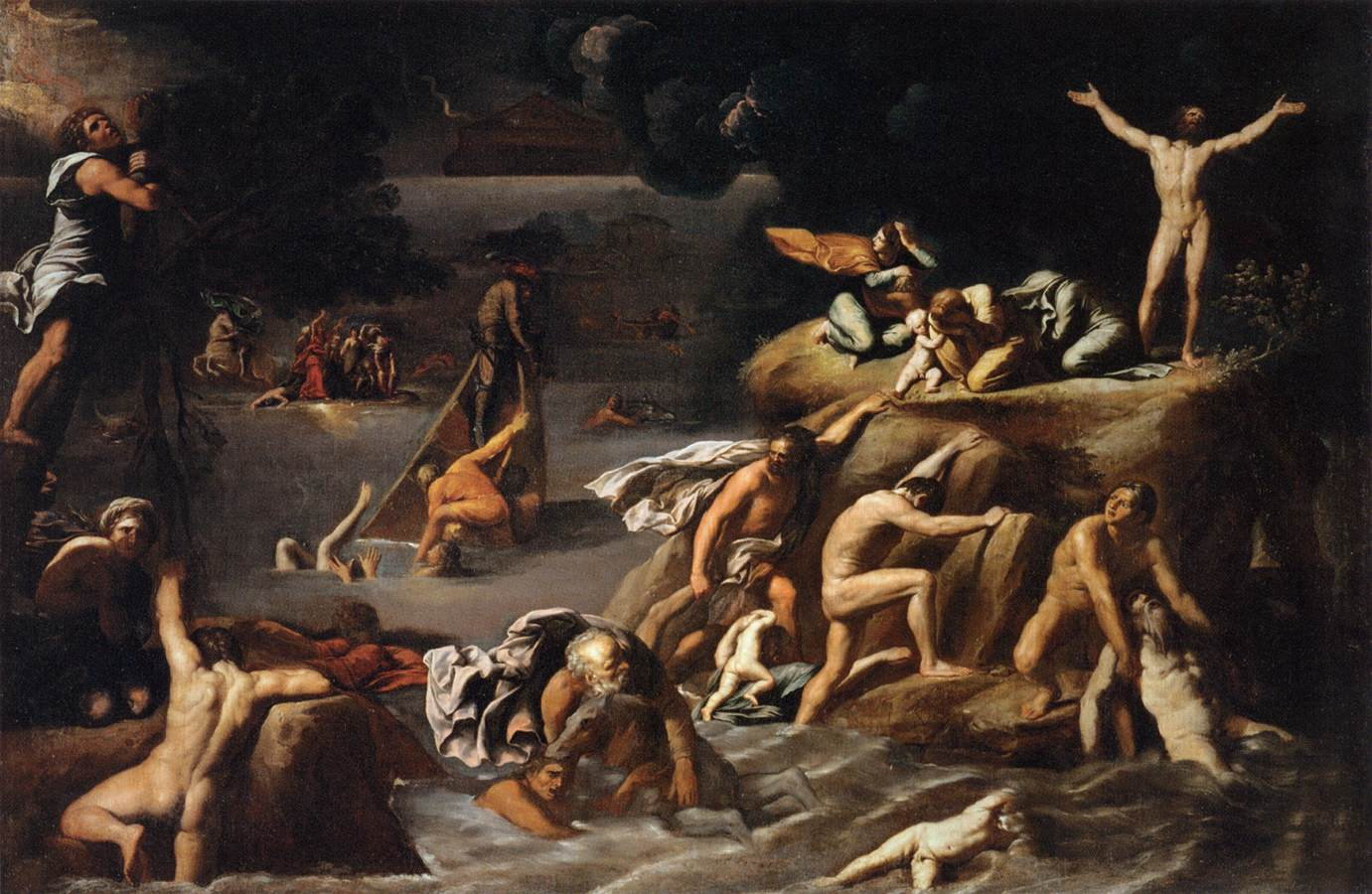
Potop[c], ok. 1616–1618, Luwr, Paryż